# El nacimiento de Venus (Cabanel)
Para otras obras bajo el mismo título véase El nacimiento de Venus
El nacimiento de Venus (en idioma francés Naissance de Venus) es un cuadro del pintor francés Alexandre Cabanel, pintado en 1863. Es una representación del nacimiento de Venus, diosa romana del amor. Fue inicialmente presentado en el Salón de París e inmediatamente fue adquirido por Napoleón III para su colección personal. Actualmente se encuentra en exhibición permanente en el Museo de Orsay en París, Francia.